# マートン・パーク
マートン・パーク（英語: Merton Park）は、ロンドン南西部のマートン・ロンドン特別区に位置する郊外地区。緑豊かで閑静な住宅地であり、Wimbledon、Morden、South Wimbledon、Wimbledon Chaseの各地区に囲まれている。チャリング・クロスからは7.3マイル（11.7キロメートル）南西にあり、かつてのマートン小教会区（Merton parish）の一部である。

## 概要
マートン・パークのおおよその範囲は、北はキングストン・ロード(Kingston Road, A238)、東はドーセット・ロード(Dorset Road, B285)と、モーデン・ロード(Morden Road, A24)、南はマーティン・ウェイ(Martin Way)、西はエイルワード・ロード(Aylward Road)が境となっている。これに加えて、キングストン・ロードの北側に位置するマートン・ホール・ロード(Merton Hall Road)、エイブベリー・ロード(Avebury Road)、キングスウッド・ロード(Kingswood Road)で囲まれた一角も、マートン・パークのうちとされる事が多い。ただし、この範囲は、行政上の区としての「マートン・パーク」とは一致しておらず、区の範囲は2キロメートルほど南側のモーデン・サウス駅周辺まで広がっている。
地区内にある公立学校は、小学校 Merton Park Primary と、総合中等学校(comprehensive school)である男子校 Rutlish School の2校がある。地区内はほとんど全面的に住宅地であり、商店やパブもなく、わずかにポプラー・ロード(Poplar Road)の競技場の建物に Old Rutlishians ('Old Ruts') のバーがあるのみである。地区の中心には、かつての教区教会 St. Mary's の跡がある。この教会は12世紀に近傍に小さな修道院 Merton Priory を構えていた聖アウグスチノ修道会が創建したものであったが、今日の建物は14世紀に建てられたものに後年の手が加えられた状態で伝わっている。西門として据えられたアーチ門は、1121年に修道院の施設の一部として建てられたものであるが、修道院の解体後に別の建物の部材として利用された後、1935年に現在の位置に移設したものである。
行政上の区としての「マートン・パーク」は、マートン・ロンドン特別区の議会に（保守党系、労働党系ではない）独立系の無所属議員を送り続けており、当区から選出される特別区議会議員3人の存在は、議会に勢力均衡の状態をもたらしている。特別区議3人は、それぞれ順番に特別区の区長代理を務めた経験があり、Peter Southgate は2005/06年に、Krysia Williams は2008/09年に、Karin Forbes は2009/10年に特別区長代理であった。
地区内には慈善団体ジョン・インズ協会(John Innes Society)があり、マートン・パークにおける修景や環境保全に取り組んでいる。

## 歴史
初期の歴史について、
19世紀の最後の四半世紀に至るまでは、マートン教会区はほとんどが農村であった。今日のマートン・パークは、シティの商人で、当地の「荘園主 (lord of the manor)」になっていたジョン・インズ(John Innes)が所有する農場であった。
やがて、北隣のウィンブルドン一帯が急速に開発されていくのを目にしたインズは、自分の所有していた土地での住宅地開発に乗り出す。インズは、各地のガーデンサバーブ（田園郊外）、とりわけロンドン西郊チジック(Chiswick)のベッドフォード・パーク(Bedford Park)をモデルとして、やがて当地を代表する景観となる、並木道に沿って一戸建てやセミ・ディタッチドハウス（2戸1住宅）の並ぶ街並を作り上げた。
マートン・パークの北部にあたるキングストン・ロードの両側は、現在は保全地区(conservation area)とされている。概ね Circle Gardens より南側の一帯は、ロンドン地下鉄ノーザン線の南の終点モーデン駅が開業したのを受けて、1920年代から1930年代に開発が進んだものだが、こちら側は、北部に比べると開発形態は小区画で一般的なものであり、保全地区には指定されていない。
現在、マートン・パーク近傍には、モーデン駅のほか、サットン・ループ線のウィンブルドン・チェイス駅とサウス・マートン駅、トラムリンク・ルート3のマートン・パーク駅とモーデン・ロード駅がある。